# FFH-Gebiet Engelswand

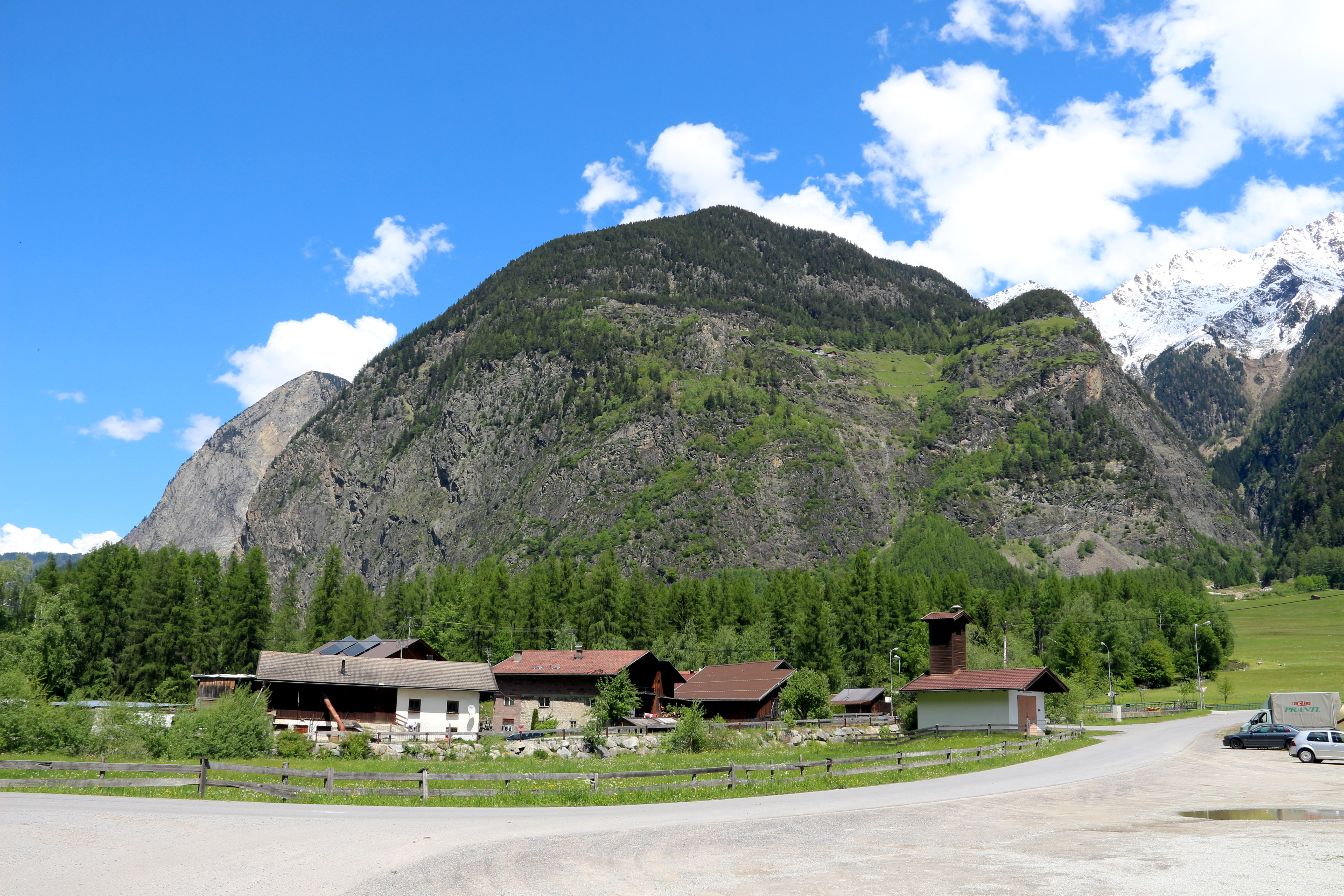
Engelswand vom Ortsteil Östen aus gesehen.

Das Europaschutzgebiet Engelswand (AT3311000) befindet sich in Tirol. Es ist der alpinen biogeographischen Region zugeordnet.

## Lage
Die Felsformation befindet sich außerhalb des Umhausener Ortsteils Tumpen, oberhalb der beiden Weiler Platzl und Lehn. Ein Teil der Wand dient als touristischer Klettergarten.

## Schutzgebietsausweisung
Die Engelswand wurde 2004 als Natura-2000-Schutzgebiet und Naturschutzgebiet vorgeschlagen. Die Verordnung trat am 11. Februar 2009 in Kraft.

## Beschreibung
Das Gebiet weist eine Fläche von 39,8 Hektar auf. Es besteht aus dem größten Teil des talnahen Felsgürtels mit der Silikatfelswand und den vorgelagerten Schuttfluren.
Der unzugängliche Bereich weist eine große Naturnähe und aufgrund seiner Exposition viele thermophile Standorte auf.

## Lebensraumtypen
Als Schutzzweck ist die Erhaltung der FFH-Lebensraumtypen
- kieselhaltige Schutthalden der Berglagen Mitteleuropas und
- Silikatfelsen mit Pioniervegetation mit Fetthennen- und Hauswurzarten

definiert.

## Arten
Die kieselhaltigen Schutthalden weisen aufgrund ihrer Exposition viele thermophile Standorte auf. In den Fugen wachsen Strauchgehölze wie die Echte Mehlbeere (Sorbus aria) oder die Gemeine Hasel (Corylus avellana). Aufgrund der vielen Abbruchkanten und Stufen bildet die Wand einen reich gegliederten Lebensraum für Felsenpflanzen. Hier findet man eine Pioniervegetation mit Fetthennen- und Hauswurz-Arten. Auf den Plateaustufen sind Rasenbänder ausgebildet, die vorwiegend aus Blaugräsern (Gattung Sesleria) bestehen. Auch der giftige Sadebaum (Juniperus sabina) kommt als charakteristische Art des Schutzgebiets hier häufig vor.

## Erhaltungsziele
Gemäß Schutzgebietsverordnung wurden folgende Erhaltungsziele definiert:
- die Erhaltung der für die Engelswand und die darunter anschließenden Schuttfluren charakteristischen Vegetation,
- die Verhinderung des Eintrages von Düngemitteln und/oder Giftstoffen aus den umgebenden Flächen,
- die Freihaltung der Flächen der Felswand und der darunter anschließenden Schuttfluren von Anlagen jeder Art,
- die Erhaltung der landschaftlichen Eigenart und Schönheit der gesamten Natura 2000-Fläche.